# 616
616 (DCXVI na numeração romana) foi um ano bissexto do século VII, do Calendário Juliano, da Era de Cristo, teve início numa quinta-feira e terminou a uma sexta-feira, com as letras dominicais D e C.
| ano completo                           |
| -------------------------------------- |
| Ano bissexto com início à quinta-feira |

## Eventos
- Eduíno torna-se  rei da Nortúmbria.
- Adaloaldo sucede seu pai Agilolfo como rei dos lombardos (data aproximada).

## Nascimentos
- Grimoaldo o Velho, prefeito do palácio da Austrásia (n. 662).

## Mortes
- Agilolfo, rei lombardo (data aproximada)